# Dwór w Kościelcu
Dwór Wereszczyńskich w Kościelcu – zabytkowy dwór w Kościelcu w powiecie częstochowskim. Wpisany do rejestru zabytków byłego woj. katowickiego pod nr A/254/60 z datą z 3 marca 1960 roku oraz pod nr A/17/78 z datą z 30 stycznia 1997 roku.

## Historia
Dwór powstał w XIX wieku na miejscu XVII-wiecznej budowli. Stanowił siedzibę rodziny Wereszczyńskich, ostatnich dziedziców Kościelca. W 1910 roku we dworze urodziła się w Wanda Wereszczyńska, częstochowska malarka. W 1941 roku majątek został odebrany Wereszczyńskim przez III Rzeszę, a po wojnie upaństwowiony przez władzę ludową. Ta wykorzystała dwór najpierw na siedzibę dla gromadzkiej rady narodowej, a potem na przedszkole, które funkcjonuje w nim do dzisiaj. Z wyposażenia dworu zachował się fortepian należący niegdyś do rodziny Wereszczyńskich, który stoi na południowej werandzie dworu.
Miały tutaj miejsce trzy wizyty papieskie w drodze do Częstochowy. Pamiątką tych wydarzeń jest pomnik Jana Pawła II z 1994 roku, wykonany przez Jerzego Kędziorę. Dwór był wielokrotnie przebudowywany, aż uzyskał klasycystyczną formę. W okolicy dworku można dostrzec pozostałość parku dworskiego.

## Bibliografia

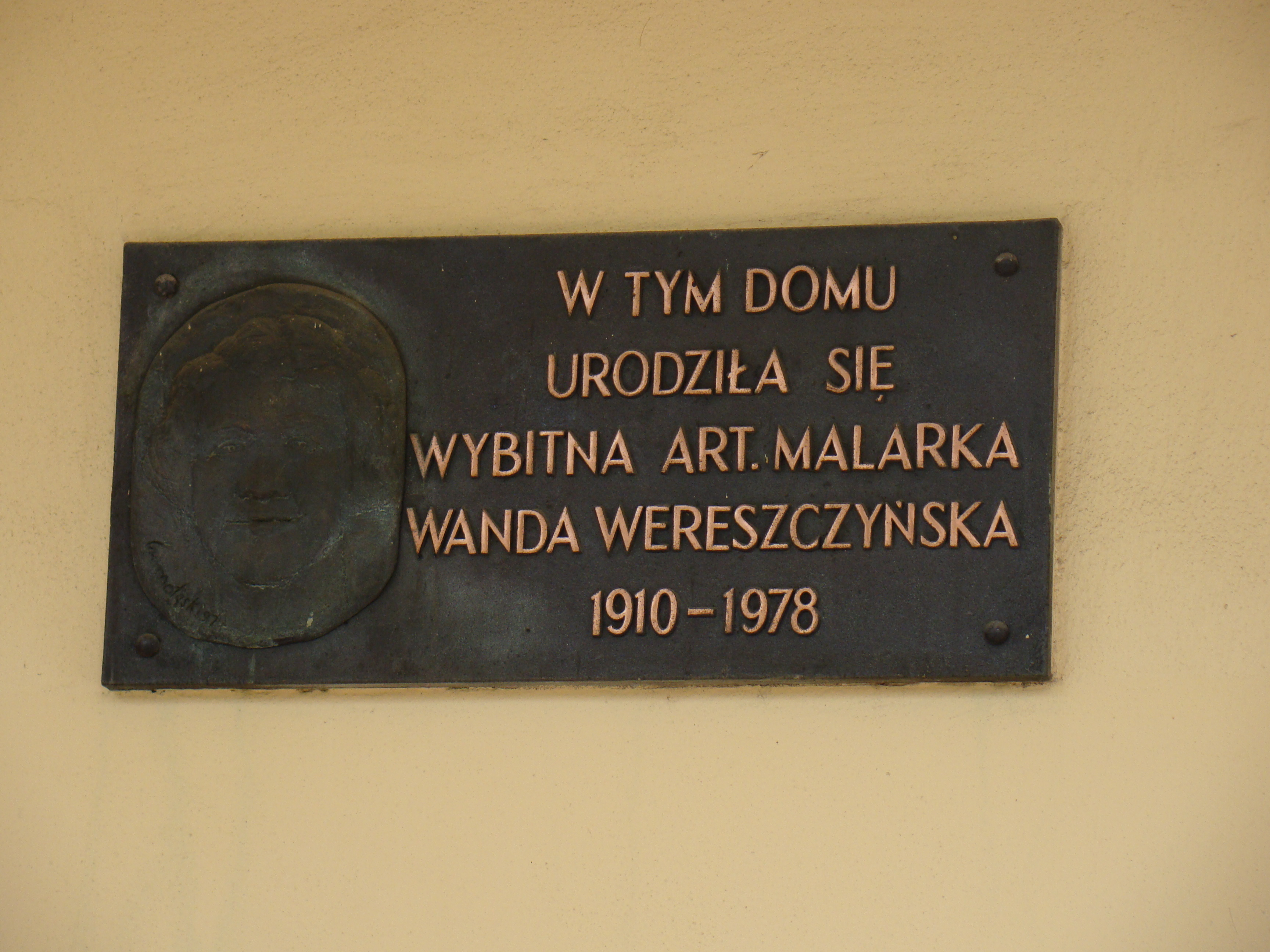
Tablica na budynku